# Moses Simon
Moses Daddy Simon (Jos, 12 de julio de 1995) es un futbolista nigeriano. Juega como centrocampista y su equipo es el Paris F. C. de la Ligue 1.

## Trayectoria
El 6 de noviembre de 2015 fue nominado al Premio Golden Boy, como uno de los 40 mejores jugadores sub-21 del mundo que juegan en Europa. Finalmente el premio lo ganó Anthony Martial.

## Selección nacional
Fue convocado por el técnico Stephen Keshi a la selección de Nigeria para jugar dos partidos amistosos en marzo. Debutó con la selección absoluta el 25 de marzo de 2015 ante Uganda, ingresó en el minuto 59 por Anthony Ujah pero perdieron 1 a 0. El siguiente encuentro, el 29 de marzo, jugó como titular contra Sudáfrica y empataron 1 a 1.

### Detalles de partidos
| Con Nigeria | Con Nigeria                     | Con Nigeria | Con Nigeria             | Con Nigeria           | Con Nigeria                                             | Con Nigeria | Con Nigeria | Con Nigeria               | Con Nigeria |
| N°          | Rival                           | Resultado   | Fecha                   | Lugar                 | Competencia                                             | Goles       | Asistencias | Sustitución               |             |
| ----------- | ------------------------------- | ----------- | ----------------------- | --------------------- | ------------------------------------------------------- | ----------- | ----------- | ------------------------- | ----------- |
| 1           | Uganda                          | 0:1 (0:0)   | 25 de marzo de 2015     | Uyo Nigeria           | Amistoso                                                | -           | -           | 59' por Anthony Ujah      |             |
| 2           | Sudáfrica                       | 1:1 (0:0)   | 29 de marzo de 2015     | Nelspruit Sudáfrica   | Amistoso                                                | -           | -           | 45' por Michael Babatunde |             |
| 3           | Tanzania                        | 0:0         | 5 de septiembre de 2015 | Dar es-Salam Tanzania | Clasificación para la Copa Africana de Naciones de 2017 | -           | -           | 69' por Samuel Eduok      |             |
| 4           | Níger                           | 2:0 (1:0)   | 8 de septiembre de 2015 | Port Harcourt Nigeria | Amistoso                                                | 85'         | -           | 63' por Ahmed Musa        |             |
| 5           | República Democrática del Congo | 0:2 (0:2)   | 8 de octubre de 2015    | Visé · Bélgica        | Amistoso                                                | -           | -           | 46' por Sylvester Igboun  |             |
| 6           | Camerún                         | 3:0 (2:0)   | 11 de octubre de 2015   | Bruselas · Bélgica    | Amistoso                                                | 61'         | -           |                           |             |
| 7           | Suazilandia                     | 0:0         | 13 de noviembre de 2015 | Lobamba Suazilandia   | Clasificación para la Copa Mundial de 2018              | -           | -           |                           |             |
| 8           | Suazilandia                     | 2:0 (0:0)   | 17 de noviembre de 2015 | Port Harcourt Nigeria | Clasificación para la Copa Mundial de 2018              | 51'         | -           | 83' por Ezekiel Bassey    |             |
| 9           | Egipto                          | 1:1 (0:0)   | 23 de marzo de 2016     | Kaduna Nigeria        | Clasificación para la Copa Africana de Naciones de 2017 | -           | -           | 82' por Alex Iwobi        |             |

## Estadísticas
Actualizado al 17 de mayo de 2025.
| A. S. Trenčín · Eslovaquia | 1.ª           | 2013-14       | 14  | 7  | 0  | 0 | 0  | 0 | 14  | 7  |
| A. S. Trenčín · Eslovaquia | 1.ª           | 2014-15       | 19  | 6  | 2  | 1 | 4  | 3 | 25  | 10 |
| A. S. Trenčín · Eslovaquia | Total club    | Total club    | 33  | 13 | 2  | 1 | 4  | 3 | 39  | 17 |
| K. A. A. Gante · Bélgica | 1.ª           | 2014-15       | 17  | 7  | 3  | 0 | 0  | 0 | 20  | 7  |
| K. A. A. Gante · Bélgica | 1.ª           | 2015-16       | 32  | 3  | 4  | 0 | 5  | 0 | 40  | 3  |
| K. A. A. Gante · Bélgica | 1.ª           | 2016-17       | 30  | 5  | 2  | 0 | 10 | 0 | 42  | 5  |
| K. A. A. Gante · Bélgica | 1.ª           | 2017-18       | 29  | 6  | 2  | 0 | 2  | 0 | 33  | 6  |
| K. A. A. Gante · Bélgica | Total club    | Total club    | 108 | 21 | 11 | 0 | 17 | 0 | 136 | 21 |
| Levante U. D. · España | 1.ª           | 2018-19       | 19  | 1  | 4  | 0 | —  | — | 23  | 1  |
| Levante U. D. · España | Total club    | Total club    | 19  | 1  | 4  | 0 | 0  | 0 | 23  | 1  |
| F. C. Nantes Francia | 1.ª           | 2019-20       | 26  | 5  | 4  | 4 | —  | — | 30  | 9  |
| F. C. Nantes Francia | 1.ª           | 2020-21       | 35  | 6  | 1  | 0 | —  | — | 36  | 6  |
| F. C. Nantes Francia | 1.ª           | 2021-22       | 30  | 6  | 4  | 0 | —  | — | 34  | 6  |
| F. C. Nantes Francia | 1.ª           | 2022-23       | 34  | 5  | 4  | 0 | 8  | 0 | 46  | 5  |
| F. C. Nantes Francia | 1.ª           | 2023-24       | 22  | 3  | 0  | 0 | —  | — | 22  | 3  |
| F. C. Nantes Francia | 1.ª           | 2024-25       | 32  | 8  | 1  | 0 | —  | — | 33  | 8  |
| F. C. Nantes Francia | Total club    | Total club    | 179 | 33 | 14 | 4 | 8  | 0 | 201 | 37 |
| Paris F. C. Francia | 1.ª           | 2025-26       | 0   | 0  | 0  | 0 | —  | — | 0   | 0  |
| Paris F. C. Francia | Total club    | Total club    | 0   | 0  | 0  | 0 | 0  | 0 | 0   | 0  |
| Total carrera | Total carrera | Total carrera | 339 | 68 | 31 | 5 | 29 | 3 | 399 | 76 |
| (1)Incluidos los datos de la Copa de Eslovaquia (2014-15) y Copa de Bélgica (2014-15). (2)Incluidos los datos de la Liga Europa de la UEFA (2014-15, 2016-17). |               |               |     |    |    |   |    |   |     |    |

## Palmarés

### Títulos nacionales
| Título                      | Club           | País    | Año  |
| --------------------------- | -------------- | ------- | ---- |
| Primera División de Bélgica | K. A. A. Gante | Bélgica | 2015 |
| Supercopa de Bélgica        | K. A. A. Gante | Bélgica | 2015 |
| Copa de Francia             | F. C. Nantes   | Francia | 2022 |